# Ertila Koka
Ertila Koka (* 26. August 1988 im Kreis Mirdita, Albanien) ist eine albanische Pop- und Folk-Sängerin und Songwriterin.

## Leben
Koka wurde 1988 im nordalbanischen Kreis Mirdita geboren. Ab dem Alter von etwa fünf Jahren interessierte sie sich für Musik. Ihre Familie war da gerade nach Tirana gezogen. Schon als 17-Jährige hatte sie regelmäßige Live-Auftritte in Bars und Restaurants der Hauptstadt.
Im Jahr 2005 bewarb sie sich beim albanischen Songwettbewerb Ethet e së premtes mbrëma. Im folgenden Jahr nahm sie an der dritten Staffel von Top Fest teil und sang dort ihre erste Single Mos prit të kthehëm. Das Lied wurde von Edmond Mancaku geschrieben; Koka schied in der Vorrunde aus. Noch im gleichen Jahr nahm sie beim Jugendfestival von RTSH teil. Am Jahresende hatte sie einen Auftritt für den Sänger Voltan Prodani beim Festivali i Këngës.
Daraufhin nahm sie an der vierten Staffel von Top Fest teil und interpretierte zusammen mit der albanischen  Rockgruppe Armagedon das Lied Sa do doja, schied jedoch erneut aus. 2008 bewarb sie sich erneut an der fünften Staffel von Top Fest. Mit der Single Nuk Mund Të Harroj erreichte sie jedoch nicht die Vorrunde. Die Texte zum Song schrieb Koka selbst.
2011 erschien die Single Feel the Beat, die hohe Positionen in den albanischen Charts erreichte und der Sängerin zu höherem Bekanntheitsgrad verhalf. Die Texte wurden von Dr. Flori geschrieben, das Musikvideo wurde in Ohrid in Nordmazedonien gedreht. Im Sommer 2012 veröffentlichte Koka ihre Debütsingle Moreno, auf der hauptsächlich Englisch gesungen wird und auch in Albanien erfolgreich war.
Die Single Fluturo e lirë erschien im November 2012. Im Juli 2016 veröffentlichte Koka ihre zweite englischsprachige Single You Only in Kooperation mit dem britischen Sänger Tony T. Am 16. Juli 2018 erschien die Single E asaj, im Dezember folgte das Lied Ne të dy, dass in Zusammenarbeit mit dem Sänger Agi Grguri von der Band Fisnikët entstand.

## Diskografie

### Singles
- 2006: Mos prit të kthehëm
- 2007: Sa do doja (feat. Armagedon)
- 2008: Nuk mund të harroj
- 2011: Feel the Beat
- 2012: Moreno
- 2012: Fluturo e lirë
- 2013: Beb (feat. 2Ton)
- 2014: Prap (feat. Tim)
- 2014: I vetmi që dua
- 2014: Sa me ke munguar
- 2015: Ajo që ke
- 2016: You Only (feat. Tony T.)
- 2018: E asaj
- 2018: Ne të dy (feat. Fisnikët)